# Carnaval de El Callao
El Carnaval de El Callao es el más famoso de Venezuela por lo que ha sido reconocido, como evento de Interés Turístico Regional y declarado por el Instituto de Patrimonio Cultural de Venezuela como evento de Interés Turístico Nacional en marzo de 1998 y el 1 de diciembre de 2016 fue declarado Patrimonio Cultural Inmaterial de la Humanidad por la Unesco.

## Origen
Gracias a las pláticas y entrevistas a personas ligadas y con bastante conocimiento del tema se puede decir en palabras la evolución de esta fiesta.
Cabe a destacar que ha estado más de un siglo clavada en la cultura venezolana, donde en un principio eran unas reuniones de familiares y/o campesinos que no poseían en manos los recursos necesarios para mudarse temporalmente a sus pueblos natales y gozar de las fiestas manchadas en colores, señalando sus inquietudes heredadas y cuyas manifestaciones más resaltantes estaban el arte general culinario, bebidas de preparación casera, música variada, baile, danza, teatro, contar cuentos y leyendas, y tal vez la práctica de creencias mágicas — religiosas.
Se encontraban los personajes La Madama, Medio Pinto, mineros, la fantasía, el sol y la estrella de la última luna, aunque estos mayormente varían.

## Historia
Durante comienzos del siglo XX, se iniciaría la explotación minera en el Callao, los países aledaños a Venezuela se instalarían en la población en busca de oro y hierro, los habitantes de islas como Trinidad y Tobago, Granada, Curazao y países como Brasil y Países Bajos dejarían sus raíces culturales y al combinarse con la cultura de la zona producirían una mezcla cultural única en Venezuela, el primer carnaval que se realizaría en la población sería en 1914, con un desfile, bajo el sonido de un ritmo único y nuevo en Venezuela.
El 28 de febrero de 2014, el ministro venezolano de turismo en representación del Instituto de Patrimonio Cultural, visitó El Callao para entregar la condecoración de evento de Interés Turístico Regional y declarado por el Instituto de Patrimonio Cultural de Venezuela como evento de Interés Turístico Nacional en marzo de 1992. El reconocimiento fue precedido por el tradicional desfile de comparsas escolares.